# Monsac
Monsac település Franciaországban, Dordogne megyében. Lakosainak száma 178 fő (2022. január 1.). Monsac Lanquais, Bardou, Bayac, Beaumontois-en-Périgord, Faux-en-Périgord, Montaut, Naussannes és Beaumont-du-Périgord községekkel határos.

## Népesség
A település népességének változása:
| Lakosok száma | 158  | 122  | 145  | 177  | 195  | 194  | 192  | 193  | 188  | 178  |
|               | 1968 | 1982 | 1990 | 2006 | 2013 | 2015 | 2017 | 2019 | 2020 | 2022 |